# Szolnoki Főiskola
A Szolnoki Főiskola felsőoktatási intézmény volt Szolnokon. 2016. július 1-én a Kecskeméti Főiskolával integrálódva Pallasz Athéné Egyetem néven működött tovább, annak Gazdálkodási Karaként. Az intézmény neve azonban alig egy év elteltével, 2017. augusztus 1-től Neumann János Egyetemre változott 2019. augusztus 1-től a Debreceni Egyetem Szolnok Campus néven működik az intézmény.

## Története
Az intézmény jogelődje a Kereskedelmi, Vendéglátóipari és Idegenforgalmi Főiskola 1979-ben, valamint a Külkereskedelmi Főiskola 1990-ben létesített kihelyezett tagozataként működött Szolnokon.
Előbbi az Ady Endre utcában található, vízügyi szakközépiskolaként működő épületben nyert elhelyezést, ahol már 1976. október 1-el elindult a képzés, először még csak levelező formában. A levelező tagozat az I. évfolyamos kereskedelmi és vendéglátó hallgatók részére rendszeresen heti egy alkalommal tartott konzultációkat. A kereskedelmi karon 28, a vendéglátón tizennyolc hallgató kezdte meg tanulmányait. A középiskola elköltözését követően a nappali képzés 1979 őszén indult, a tagozat két karán — három csoportban — hetven elsőéves hallgató kezdte meg tanulmányait.
Az alapítás évétől az iskola épületében működött a kollégium, majd 1986 tavaszán megkezdődött az új kollégium építése a Tisza-parton. Az átlagos főiskolai, egyetemi kollégiumok színvonalához képest korszerű – Student Hotel néven kétcsillagos szállodaként is funkcionáló – négy szintes, tankonyhát, 300 fős rendezvénytermet is magába foglaló épületet 1988. szeptemberében adták át, de az Ady Endre utcai épületben is működött még néhány kollégiumi szoba az 1992/93-as tanévig.
A budapesti Külkereskedelmi Főiskola szolnoki nappali és levelező tagozata, külgazdasági szakkal 1990. január 1-jén indult a Tiszaligetben található épületben, amely azt megelőzően az állampárt megyei szervezetének oktatási központja volt. A kollégiumot is magába foglaló épületegyüttes felújításával és kibővítésével jött létre később a Szolnoki Főiskola campusa.
A két tagozat a fővárosi anyaintézményektől leválva 1993. szeptember 1-től Kereskedelmi és Gazdasági Főiskola néven önálló intézményként működött. A  kereskedelmi, külgazdasági, vendéglátó és szálloda, valamint idegenforgalmi és szálloda szakon az 1998/99-es tanévben közel 5000 hallgató tanult.
1995-ben új kollégiumi épülettel gazdagodott a főiskola. A Student Hotel mellett található, korábban munkásszállásként működő toronyház részleges felújítását követően 260 férőhelyet alakítottak ki és a könyvtár is ideköltözött a belvárosi épületből, amelyet véglegesen a Tiszaligeti campus megvalósítását követően 2009-ben zártak be. Az egykori iskolapületben 2018 óta kormányablak működik.
2006 január 1. a szarvasi Tessedik Sámuel Főiskola Mezőgazdasági és Műszaki Főiskolai Kar is a Szolnoki Főiskolába integrálódott.
Az intézmény 2016. július 1-jén beolvadta mai Neumann János Egyetembe, ezt követően önállóságát vesztve, annak Gazdálkodási Karaként működött 2019. augusztus 1-ig. Ezt követően a Debreceni Egyetembe történő beolvadás révén jött létre a Debreceni Egyetem Szolnok Campusa.

## Oktatás
A Szolnoki Főiskola három tudományterületen képzett hallgatókat: agrár és műszaki, valamint közgazdasági, üzleti területen. A képzést magas heti nyelvi óraszám, valamint két szak angolul való elvégzésének lehetősége támogatta: nemzetközi gazdálkodás és turizmus-vendéglátás.
Az évek során végbement integrációkkal szélesedett a főiskolai szintű alapképzések skálája. A Szolnoki Főiskola 2011-ben 8 főiskolai alapszak (4 üzleti és 4 műszaki-agrár), 15 felsőfokú szakképzési szak és több szakirányú továbbképzést kínált. Létezett szakmai-gyakorlati és szaknyelvi képzés is.
Szolnokon, Budapesten és Kiskunfélegyházán folyt diplomás képzés, ezen kívül 2011-ben több mint húsz partneriskolában tanulhattak felsőfokú szakmenedzseri képzésben. A hallgatók az évközi szakmai gyakorlatot Szolnokon tanéttermünkben, tanszállodánkban, szakmai kabineteinkben, Mezőtúron pedig a korszerűen felszerelt műhelyekben és a tangazdaságban tölthetik.
Alapképzések
Az első diplomát adó felsőfokú képzési szint az érettségi után az alapképzés (bachelor, BA vagy BSc). 
Üzleti szakok:
- Kereskedelem és marketing (BA) szak
- Nemzetközi gazdálkodás (BA) szak
- Pénzügy és számvitel (BA) szak
- Turizmus-vendéglátás (BA) szak

Műszaki és Agrár szakok
- Mezőgazdasági és élelmiszeripari gépészmérnöki (BSc) szak
- Gazdasági és vidékfejlesztési agrármérnöki (BSc) szak
- Mezőgazdasági mérnöki (BSc) szak
- Műszaki menedzser (BSc) szak

Szakirányú továbbképzések
Az életen át tartó tanulás filozófiájának megfelelően a Szolnoki Főiskola is rendelkezik olyan képzésekkel, melyek kifejezetten a diplomások szakmai tudásának mélyítését, vagy újabb tudományterületre történő bevezetését jelenti.
Fontosabb címek:
Tanulmányi és Oktatásszervezési Központ
- 5000 Szolnok, Tiszaligeti sétány
- Campus Fsz. 002 - 011. szoba

Szakképzési és Felnőttképzési Csoport
- 5000 Szolnok, Tiszaligeti sétány

Szolnoki Főiskola Könyvtára
- 5000 Szolnok, Mártírok útja 8-10.

Kollégiumok
Student Kollégium
5000 Szolnok, Mártírok útja 12-14.
ÁÉV Kollégium
5000 Szolnok, Mártírok útja 8-10.
KOLLÉGIUMI TITKÁRSÁG
- POMÁZI ERIKA, kollégiumi koordinátor
- Student Kollégium, fsz 7.
- 5000, Szolnok, Mártírok útja 12-14